# 薬師寺元長
薬師寺 元長（やくしじ もとなが）は、戦国時代の武将。細川氏（京兆家）の重臣で摂津国守護代である。

## 生涯
管領の細川勝元に仕えてその偏諱を賜り、元長と名乗る。
応仁の乱では勝元（東軍）に従って摂津を転戦し、丹波国の西軍と戦った。その功績で摂津守護代に任命され、勝元の死後は政元に仕えた。
政元のもとでも細川家の重鎮として摂津の統治を任されており、細川家に反抗的な摂津国人の茨木氏や吹田時通らの追討で功績を挙げている。その後、正式なものではなかったが、実弟の薬師寺長盛に権限の一部を分け与え、長盛は「奥郡守護代」とも称せられた。
文亀元年（1501年）12月17日、死去し、跡を養子の元一が継いだ。